# ブルー・ダイヤモンド
『ブルー・ダイヤモンド』（原題：Siberia）は、マシュー・ロス監督、スティーブン・ハメル原作、スコット・B・スミス脚本、2018年制作のアメリカ合衆国・カナダのスリラー映画。キアヌ・リーブス主演。

## あらすじ
宝石商のルーカス・ヒルは、希少な最高純度のブルー・ダイヤモンドの取引のため、ロシアのサンクトペテルブルクにやってくるが、ダイヤを所持していたビジネスパートナーとの連絡が途絶えてしまう。
伝言を便りにシベリアのミールヌイに飛んだルーカスは、知り合った現地の女性カティアの協力を得てダイヤを見つけ出すが、それは巧妙に作られた偽物だった。ルーカスは本物のダイヤを探し出そうとするが、その間にも、ロシアン・マフィアとの取引期日が迫ってくる。

## キャスト
※括弧内は日本語吹替
- ルーカス・ヒル - キアヌ・リーブス（森川智之）
- カティア - アナ・ウラル（英語版）（牛田裕子）
- ボリス・ヴォルコフ - パシャ・D・リチニコフ（志村知幸）
- イワン - ドミトリー・チェポヴェツキー（英語版）
- ヴィンセント - ジェームズ・グレイシー
- ポロジン - ユージン・リピンスキ（英語版）（吉富英治）
- パヴェル - ラファエル・ペタルディ（英語版）
- ライサ - ヴェロニカ・フェレ
- ギャビー・ヒル - モリー・リングウォルド（反町有里）

## 製作
本作はスティーヴン・ハメルが、「キアヌ・リーブスを主演に、大人のための作品を作りたい」と考えて、スコット・B・スミスに脚本を依頼したところから企画が始まったと言われている。一般向けには、2017年2月1日、マシュー・ロス監督の新作映画にキアヌ・リーブスが出演するとの報道があった。4月5日、アレクス・ポーノヴィッチの出演が決まったと報じられた。27日、パシャ・D・リチニコフ、モリー・リングウォルド、アナ・ウラルがキャスト入りした。5月、本作の主要撮影が始まった。

## 公開・マーケティング
2018年5月11日、サバン・フィルムズが本作の全米配給権を獲得したと報じられた。6月8日、本作の予告編が公開された。

## 評価
本作に対する批評家の評価は芳しいものではない。映画批評集積サイトのRotten Tomatoesには45件のレビューであり、批評家支持率は11%、平均点は10点満点で4点となっている。サイト側による批評家の見解の要約は「繊細な語りや感動的な演技とは無縁の映画である。『ブルー・ダイヤモンド』は過酷な逃避行を描いているが、観客にとって娯楽とは程遠いものである。」となっている。また、Metacriticには15件のレビューがあり、加重平均値は34/100となっている。